# Nicole Gius
Nicole Gius, italijanska alpska smučarka, * 16. november 1980, Silandro.
Nastopila je na olimpijskih igrah 2002 in 2010, kjer je bila osma in deseta v slalomu ter devetnajsta in dvajseta v veleslalomu. V sedmih nastopih na svetovnih prvenstvih je najboljšo uvrstitev dosegla leta 2009 s petim mestom v slalomu. V svetovnem pokalu je tekmovala šestnajst sezon med letoma 1998 in 2013 ter dosegla štiri uvrstitve na stopničke, po dve v slalomu in veleslalomu. V skupnem seštevku svetovnega pokala je bila najvišje na 21. mestu leta 2003, ko je bila tudi sedma v slalomskem seštevku.